# Gaudí (pel·lícula)
Gaudí és una pel·lícula espanyola dirigida el 1960 pel director català Josep Maria Argemí i Fontanet, autor també del guió i productor, amb música de Xavier Monsalvatge. La pel·lícula tracta sobre la vida i mort de l'arquitecte Antoni Gaudí i Cornet. Va ser la guanyadora del Premi Gimeno de 1960, atorgada pel Cercle d'Escriptors Cinematogràfics.